# Kosmologisch principe

Isotroop maar niet homogeen. Het heelal oogt vanuit het midden naar alle kanten hetzelfde, maar voor een waarnemer buiten het midden is het heelal noch isotroop, noch homogeen.

Homogeen maar niet isotroop. De verdeling van zwart en wit is overal hetzelfde, maar hangt van de kijkrichting af.

Het kosmologisch principe is de aanname in de kosmologie dat het heelal op grote schaal er in alle richtingen hetzelfde uitziet, isotroop is en dat het op iedere plaats dezelfde eigenschappen bezit, homogeen is. Arthur Milne bedacht in 1933 de naam kosmologisch principe.
- Isotroop betekent dat het heelal er voor een waarnemer in elke richting hetzelfde uitziet. In het heelal is de kosmische achtergrondstraling isotroop, met in alle richtingen nagenoeg dezelfde temperatuur;
- Homogeen betekent dat het heelal er voor alle waarnemers hetzelfde uitziet, ongeacht waar ze zich bevinden. Dit wil zeggen dat elk groot gebied in het heelal gemiddeld dezelfde eigenschappen heeft, zoals materiedichtheid en uitdijingssnelheid.

Een isotroop heelal is niet per se homogeen en een homogeen heelal is niet per se isotroop. Wel geldt: als een isotroop heelal op voldoende plaatsen als zodanig wordt waargenomen, moet het ook homogeen zijn. Het kosmologisch principe is een belangrijk uitgangspunt van de theorie van de oerknal.
De aanname van het kosmologisch principe geldt alleen voor het heelal op grote schaal. Het Melkwegstelsel bevindt zich bijvoorbeeld in een betrekkelijk leeg deel van het heelal, dat de local void of lokale leegte wordt genoemd. Dichterbij is de omgeving van onze aarde verre van homogeen of isotroop aangezien de planeten massaconcentraties zijn. De verdeling van sterrenstelsels is in het heelal ook niet homogeen of isotroop, de stelsels zijn in clusters gegroepeerd. De temperatuur van de kosmische achtergrondstraling, is in alle richtingen hetzelfde en dat is er een sterke aanwijzing voor dat de structuur van het heelal op grote schaal daarentegen wel homogeen en isotroop is.